# Manufakturkontoret
Manufakturkontoret, eller Riksens ständers manufactur-contoir, var i Sverige en myndighet som inrättades 1739 av rikets ständer, som efter landshjälpsdeputationen övertog förvaltningen av de medel som anslagits för understöd av manufakturnäringen (manufakturfonden).
Verket styrdes av fyra, senare åtta av ständerna utsedda fullmäktige. "Det gjorde sig till målsman för det allra strängaste skyddssystem; det ville icke höra talas om någon utvidgning af näringsfriheten och tyckte icke, att statens förmynderskap eller manufakturidkares anspråk på skydd och hjälp kunde sträckas för långt" (Malmström). 
1766 upphörde Manufakturkontoret att vara ett rikets ständers verk. En undersökning angående hur de hushållade med de statliga anslagen lade i dagen, att mycket misshushållning, slöseri och mannamån ägt rum. Åren 1739-1765 fick verket mer än nio miljoner daler. Kontorets ärende överlämnades 1766 till Kommerskollegium, inom vilket 1770 en särskild division inrättades för manufakturärenden, i vilken Manufakturkontorets förre tjänstemän insattes som ledamöter och betjänte.

## Fotnoter
1. ↑   “På det fabrikerna icke måtte sakna nödig tillsyn, utfärdades en Hallordning, den 17 Apr. 1722, hwarefter klädemakare samt flera wederbörande hade sig att rätta, samt en förnyad Hallordning, af den 21 Maj 1739, hwari förordnades en allmän Manufacturi-rätt, jemte det ett Manufacturcontor i Stockholm inrättades.” (Ur Stockholms Stads Historia från stadens anläggning till närwarande tid, utgiven av Nils Lundequist på Zacharias Hæggströms förlag)
2. ↑  “Af Manufacturcontorets berättelse om dess förwaltning, ifrån 1739 till 1765, då contoret upphörde, inhemtas, att, hwad till manufacturernas upphjelpande blifwit anwändt, hade förskaffat riket en winst eller överskott, som tillwerkningarne stigit högre, än det påkostade understödet, af 946 tunnor guld och 92,922 dal. smt.” (Ur Stockholms Stads Historia från stadens anläggning till närwarande tid)